# Novoislambul
Novoislambul (en rus: Новоисламбуль) és un poble de l'óblast de Tomsk, a Rússia, que el 2015 tenia 136 habitants.